# 시장로 (인천)
시장로(Sijang-ro)는 인천광역시 부평구 부평동에 있는 인천광역시도로, 총 연장은 958m이다. 도로의 이름이 유래된 것은 부평시장이 위치한 지역적 특성을 반영하였다.

## 역사
- 2009년 10월 19일 : 도로명으로 시장로를 고시

## 주요 경유지
- 부평구
  - 부평5동 (일부 부평4동 경유)

## 접촉하는 도로
- 장제로
- 부흥로
- 부평문화로
- 대정로
- 경원대로
- 부평대로
- 광장로

## 주요 건물 및 시설
- 부평중앙지하상가 (시장로 지하 10/부평동 126-10)
- 인일빌딩 (시장로 17-1/부평동 193-19)
- 한남씨티프라자 (시장로 33/부평동 192-6)
- 동신빌딩 (시장로 34/부평동 152-16)
- 킴스타워 (시장로 54/부평동 150-44)
- 길리슈빌 (시장로 58/부평동 150-4)
- 피렌체뷰 (시장로 59-1/부평동 222-23)
- 투엠레뷰 (시장로 60/부평동 150-2)
- 부평동부교회 (시장로 64/부평동 147-5)
- H.B엘림캐슬 (시장로 65/부평동 222-3)
- 스위트홈 (시장로 67/부평동 222-2)
- 그랜드타워 (시장로 70/부평동 147-14)
- 스카이 블레스 (시장로 73/부평동 217-7)
- 엔에스파크 (시장로 83-1/부평동 217-3)

## 특이 사항
부평풍물대축제 기간에 부평대로의 진입이 통제되거나 부평대로의 혼잡이 심화될 때에는 대정로와 함께 부평대로의 우회도로를 기능한다. 또한 일부 구간에는 부평4동 구간도 약간 포함된다.